# Coppa del mondo di corsa in montagna 2009
La Coppa del mondo di corsa in montagna 2009 si è disputata su sette prove sotto il nome di "WMRA Grand Prix". La coppa maschile è stata vinta da Jonathan Wyatt, quella femminile da Anna Frost.

## Gare di coppa del mondo 2009
Per il 2009 le gare valevoli per la coppa del mondo erano sette, contano i migliori quattro risultati. Un atleta entra in classifica finale a condizione di aver raccolto punti in almeno due competizioni valevoli per la coppa. Se un atleta partecipa ad almeno cinque competizioni valevoli per la coppa gli vengono attribuiti 10 punti di Bonus.
| Gara | Livello | Nome della gara        | Luogo di svolgimento  | Data        | Nazione  |
| ---- | ------- | ---------------------- | --------------------- | ----------- | -------- |
| 1    | 2°      | Montée du Grand Ballon | Willer-sur-Thur       | 21 maggio   | Francia  |
| 2    | 1°      | Tek na Grintovec       | Kamnik                | 26 luglio   | Slovenia |
| 3    | 1°      | Harakiri Mountain Race | Mayrhofen             | 2 agosto    | Austria  |
| 4    | 1°      | Feuerkogel Berglauf    | Ebensee               | 9 agosto    | Austria  |
| 5    | 1°      | Skaala Uphill          | Loen                  | 15 agosto   | Norvegia |
| 6    | 1°      | Mondiali a Madesimo    | Madesimo Campodolcino | 6 settembre | Italia   |
| 7    | 1°      | Smarna Gora            | Lubiana               | 3 ottobre   | Slovenia |

## Punteggi
Ecco come sono stati ripartiti i punti per la coppa del mondo 2009. Dal primo al trentesimo rango per le gare di primo livello e per la gara finale, dal primo al ventesimo rango per le gare di secondo livello. Per la gara finale, la Smarna Gora, e i mondiali, vengono attribuiti maggiori punti.
| Rango | Punti gara 1º livello | Punti gara 2º livello | Punti gara finale e mondiali |
| ----- | --------------------- | --------------------- | ---------------------------- |
| 1°    | 100                   | 50                    | 120                          |
| 2°    | 85                    | 42                    | 102                          |
| 3°    | 75                    | 37                    | 90                           |
| 4°    | 70                    | 33                    | 84                           |
| 5°    | 65                    | 30                    | 78                           |
| 6°    | 60                    | 27                    | 72                           |
| 7°    | 55                    | 24                    | 66                           |
| 8°    | 50                    | 21                    | 60                           |
| 9°    | 45                    | 18                    | 54                           |
| 10°   | 40                    | 16                    | 48                           |

| Rango | Punti gara 1º livello | Punti gara 2º livello | Punti gara finale e mondiali |
| ----- | --------------------- | --------------------- | ---------------------------- |
| 11°   | 35                    | 14                    | 42                           |
| 12°   | 30                    | 12                    | 37                           |
| 13°   | 27                    | 10                    | 32                           |
| 14°   | 24                    | 8                     | 29                           |
| 15°   | 22                    | 6                     | 26                           |
| 16°   | 20                    | 5                     | 23                           |
| 17°   | 18                    | 4                     | 21                           |
| 18°   | 16                    | 3                     | 19                           |
| 19°   | 14                    | 2                     | 17                           |
| 20°   | 12                    | 1                     | 15                           |

| Rango | Punti gara 1º livello | Punti gara 2º livello | Punti gara finale e mondiali |
| ----- | --------------------- | --------------------- | ---------------------------- |
| 21°   | 10                    | -                     | 13                           |
| 22°   | 9                     | -                     | 11                           |
| 23°   | 8                     | -                     | 9                            |
| 24°   | 7                     | -                     | 8                            |
| 25°   | 6                     | -                     | 7                            |
| 26°   | 5                     | -                     | 6                            |
| 27°   | 4                     | -                     | 5                            |
| 28°   | 3                     | -                     | 4                            |
| 29°   | 2                     | -                     | 3                            |
| 30°   | 1                     | -                     | 2                            |

## Uomini
Classifica finale
| Pos. | Atleta            | Anno | Nazione       | Gara 1 | Gara 2 | Gara 3 | Gara 4 | Gara 5 | Gara 6 | Gara 7 | Bonus | Totale |
| ---- | ----------------- | ---- | ------------- | ------ | ------ | ------ | ------ | ------ | ------ | ------ | ----- | ------ |
| 1    | Jonathan Wyatt    | 1972 | Nuova Zelanda | 50     | 85     | 100    |        | 85     |        | 72     | 10    | 352    |
| 2    | Robert Krupicka   | 1978 | Rep. Ceca     | 37     | 100    | 85     |        |        |        | 102    |       | 324    |
| 3    | Mitja Kosovelj    | 1984 | Slovenia      |        |        | 65     | 70     |        | 8      | 84     |       | 227    |
| 4    | Rickey Gates      | 1981 | Stati Uniti   |        | 75     | 75     |        | 40     |        |        |       | 190    |
| 5    | Markus Kröll      | 1972 | Austria       |        | 55     | 50     |        |        |        | 54     |       | 159    |
| 6    | Marco De Gasperi  | 1977 | Italia        |        |        |        |        |        | 60     | 90     |       | 150    |
| 7    | Helmut Schmuck    | 1963 | Austria       |        |        |        | 55     | 55     |        |        |       | 125    |
| 7    | Alois Redl        | 1972 | Austria       |        |        |        | 60     | 65     |        |        |       | 125    |
| 9    | Roman Skalsky     | 1975 | Rep. Ceca     |        |        | 35     | 60     |        |        | 26     |       | 122    |
| 10   | Klemen Triler     | 1977 | Slovenia      |        | 50     | 30     | 22     |        |        | 5      |       | 107    |
| 11   | Emanuele Manzi    | 1977 | Italia        |        |        |        |        |        | 19     | 78     |       | 97     |
| 12   | Yurjio Iida       | 1985 | Giappone      | 18     |        | 27     | 50     |        |        |        |       | 95     |
| 13   | Simon Alic        | 1971 | Slovenia      |        | 65     |        |        |        |        | 29     |       | 94     |
| 14   | David Schneider   | 1981 | Svizzera      |        |        |        |        | 75     | 13     |        |       | 88     |
| 15   | Joseph Gray       | 1984 | Stati Uniti   |        |        |        |        | 60     | 23     |        |       | 83     |
| 16   | Ivica Skopac      | 1974 | Croazia       |        |        | 24     | 20     |        |        | 11     |       | 55     |
| 17   | Marjan Zupancic   | 1971 | Slovenia      |        | 40     |        |        |        |        | 6      |       | 46     |
| 18   | Julien Rancon     | 1980 | Francia       | 33     |        |        |        |        | 6      |        |       | 39     |
| 19   | Wolfgang Lehmann  | 1974 | Austria       |        |        | 18     | 18     |        |        |        |       | 36     |
| 20   | Mirko Janjatovic  | 1971 | Slovenia      |        | 10     | 16     |        |        |        |        |       | 26     |
| 21   | Nick Swinburn     | 1988 | Regno Unito   | 6      |        |        |        |        | 2      | 17     |       | 25     |
| 22   | Hubert Preiner    | 1960 | Austria       |        |        | 9      | 7      |        |        |        |       | 16     |
| 23   | Hans Quehenberger | 1954 | Austria       |        |        | 10     | 4      |        |        |        |       | 14     |

## Donne
Classifica finale
| Pos. | Atleta               | Anno | Nazione    | Gara 1 | Gara 2 | Gara 3 | Gara 4 | Gara 5 | Gara 6 | Gara 7 | Bonus | Totale |
| ---- | -------------------- | ---- | ---------- | ------ | ------ | ------ | ------ | ------ | ------ | ------ | ----- | ------ |
| 1    | Iva Milesova         | 1977 | Rep. Ceca  |        | 85     | 70     | 75     | 85     | 37     | 72     | 10    | 327    |
| 2    | Andrea Mayr          | 1979 | Austria    |        |        | 100    | 100    |        |        | 120    |       | 320    |
| 3    | Mateja Kosovelj      | 1988 | Slovenia   |        |        | 75     | 85     |        | 54     | 84     |       | 298    |
| 4    | Anna Pichrtova       | 1973 | Rep. Ceca  |        |        | 100    | 85     |        |        | 72     |       | 257    |
| 5    | Lucija Krkoc         | 1988 | Slovenia   |        |        | 60     | 70     |        | 23     | 90     |       | 243    |
| 6    | Maria Grazie Roberti | 1966 | Italia     |        |        |        |        |        | 90     | 78     |       | 168    |
| 7    | Antonella Confortola | 1975 | Italia     |        |        | 65     |        | 100    |        |        |       | 165    |
| 8    | Mihaela Tusar        | 1966 | Slovenia   |        | 50     |        |        |        |        | 32     |       | 82     |
| 9    | Irmi Kubicka         | 1960 | Austria    |        |        |        | 65     |        | 4      |        |       | 69     |
| 10   | Jana Strahinic       | 1964 | Slovenia   |        | 40     |        |        |        |        | 23     |       | 63     |
| 11   | Ursa Trobec          | 1967 | Slovenia   |        | 45     |        |        |        |        | 17     |       | 62     |
| 12   | Marija Medja         | 1961 | Slovenia   |        | 55     |        |        |        |        | 15     |       | 60     |
| 13   | Martina Merkova      | 1979 | Slovacchia |        |        |        |        |        | 15     | 42     |       | 57     |
| 14   | Maya Chollet         | 1987 | Svizzera   | 50     |        |        |        |        | 5      |        |       | 55     |
| 15   | Maria Quehenberger   | 1959 | Austria    |        |        | 30     | 14     |        |        |        |       | 44     |
| 16   | Marija Trontelj      | 1969 | Slovenia   |        | 20     |        |        |        |        | 9      |       | 29     |
| 17   | Tadeja Krusec        | 1977 | Croazia    |        | 14     |        |        |        |        | 5      |       | 19     |